# Antonio Ilić
Antonio Ilić (* 25. Mai 2005 in Leoben, Österreich) ist ein kroatischer Fußballspieler.

## Karriere
Ilić begann seine Karriere beim WSV Eisenerz. Zur Saison 2014/15 wechselte er zum FC Trofaiach. Zur Saison 2020/21 rückte er in den Kader der Reserve der Trofaiacher. Für diese absolvierte er bis zum COVID-bedingten Saisonabbruch neun Partien in der achtklassigen 1. Klasse Mur/Mürz B, in denen er 21 Tore erzielte.
Zur Saison 2021/22 wechselte er in die Akademie des SK Sturm Graz. Im Februar 2023 debütierte er bei seinem Kaderdebüt für die zweite Mannschaft der Grazer in der 2. Liga, als er am 17. Spieltag der Saison 2022/23 gegen den SKN St. Pölten in der 60. Minute für Jonas Karner eingewechselt wurde. Insgesamt kam er zu 57 Zweitligaeinsätzen für Sturm II, in denen er acht Tore erzielte.
Im Januar 2025 wechselte Ilić nach Kroatien zum Erstligisten HNK Gorica.